# Synodites parviceps
Synodites parviceps är en stekelart som först beskrevs av Thomson 1894.  Synodites parviceps ingår i släktet Synodites och familjen brokparasitsteklar. Arten är reproducerande i Sverige. Inga underarter finns listade i Catalogue of Life.